# Devil's Got a New Disguise (canción)
«Devil's Got a New Disguise» es un sencillo promocional de la banda de rock estadounidense Aerosmith perteneciente al álbum recopilatorio Devil's Got a New Disguise. La canción se ubició en la posición #15 de la lista de éxitos Mainstream Rock Tracks.
Originalmente titulada "Susie Q", la canción fue tomada de las sesiones de grabación del álbum Pump. Esta versión en particular se originó en las sesiones de grabación del álbum Get A Grip y fue regrabada en el 2006.

## En concierto
Aerosmith tocó la canción en vivo por primera vez el 11 de octubre de 2006 en Clarkston, Míchigan en su gira Route of All Evil. Durante los siguientes conciertos de la gira la canción fue tocada regularmente. Después de dicha gira "Devil's Got a New Disguise" nunca volvió a ser interpretada en directo.

## Créditos
- Steven Tyler - voz
- Brad Whitford - guitarra
- Joe Perry - guitarra
- Tom Hamilton - bajo
- Joey Kramer - batería